# Dacia (település)
Dácia (Dacia), település Romániában, a Partiumban, Szatmár megyében.

## Fekvése
Ráksa közelében fekvő település.

## Története
Ráksahegy régebben Ráksa része volt. 1966-ban vált külön településsé, ekkor 368 román lakosa volt.
2002-ben 297 román lakosa volt.